# Pternopetalum rosthornii
Pternopetalum rosthornii är en flockblommig växtart som först beskrevs av Friedrich Ludwig Diels, och fick sitt nu gällande namn av Hand.-mazz. Pternopetalum rosthornii ingår i släktet Pternopetalum och familjen flockblommiga växter. Inga underarter finns listade i Catalogue of Life.